# Лі Син Ман
Лі Син Ман (кор. 이승만, 李承晩, I Seung(-)man, Yi Sŭngman, англ. Syngman Rhee; 26 березня 1875 — 19 липня 1965) — корейський державний і політичний діяч, голова Тимчасового уряду Кореї від 10 квітня 1919 до 21 березня 1925 року, перший президент Республіки Корея від 24 липня 1948 до 26 квітня 1960 року.

## Життєпис
Народився 18 квітня 1875 року в провінції Хванхе в аристократичній родині. Навчався в університеті Пай Чай у Теджоні. Невдовзі Лі став активістом антияпонського руху в Кореї.
Був заарештований 1897 року за участь у демонстрації проти японської монархії, але 1904 року звільнений, після чого виїхав до США. Там навчався в Університеті Джорджа Вашингтона, Гарварді та Принстоні.
1910 року повернувся до Кореї, яка була на той час анексована Японією.
1919 року прихильники незалежності Кореї сформували Тимчасовий уряд Кореї в Шанхаї. Лі обрали президентом, і він перебував на тій посаді впродовж шести років.
1925 року залишив свій пост після імпічменту тимчасовим парламентом за зловживання повноваженнями.
Після звільнення Кореї 1945 року став правителем у південній частині півострова.
Президент Республіки Корея від [
1948 року. Жорсткий [[анти
комунізм|антикомуніст]].
Правління Лі Синмана характеризувалося авторитарними методами. 1960 року після масових виступів і заворушень з приводу фальсифікації результатів виборів (так звана «Квітнева революція») Лі Синман був змушений піти у відставку та залишити країну.
Помер 19 липня 1965 року на Гаваях. У сучасній Південній Кореї його постать сприймають радше критично.